# آبا جنوب
آبا جنوب (به لاتین: Aba South) یک سکونتگاه مسکونی در نیجریه با جمعیت ۴۲۳٬۸۵۲ نفر است که در اراضی ابیا واقع شده‌است.